# Bagrat V av Imereti
Bagrat V av Imereti, död 1681, var en georgisk monark. Han var kung i kungariket Imereti mellan 1660 och 1681.